# 保亭新木姜子
保亭新木姜子（学名：Neolitsea howii）为樟科新木姜子属下的一个种。